# Vassili Villoing
Vassili Ioulevitch Villoing (Васи́лий Ю́льевич Виллуан), né le 28 octobre 1850 à Moscou (Empire russe) et mort le 15 septembre 1922 à Nijni Novgorod (Russie soviétique), est un violoniste, compositeur, chef d'orchestre et pédagogue russe, fondateur du conservatoire de Nijni Novgorod. Il est le neveu du pianiste Alexandre Villoing.

## Biographie
Il naît à Moscou dans la famille d'un professeur du Premier lycée classique de Moscou fils d'émigrés français au début du XIXe siècle. Sa mère, Carolina est d'ascendance allemande et tient une pension privée. Dès l'enfance, Vassili Villoing maîtrise l'allemand, le français, l'anglais et l'italien en plus du russe et apprend le violon. De 1866 à 1873, il étudie au conservatoire de Moscou dans la classe de violon du professeur Ferdinand Laub et dans la classe de composition de Tchaïkovski,ainsi qu'auprès de Nikolaï Rubinstein, directeur du conservatoire.
À l'initiative de Rubinstein, un département de la Société musicale russe est ouvert au printemps 1873 dans la ville de Nijni Novgorod et il y envoie Villoing pour développer cette filiale. Le 1é novembre 1873, les classes ouvrent pour l'enseignement et Villoing en est le directeur. Les débuts sont difficiles à cause du manque de moyens financiers et pendant les premières années, Villoing est le seul par exemple à enseigner dans la classe de violon, de piano et de musique de chambre. Des concerts se produisent à l'assemblée de la noblesse ou au club du commerce. En 1907, les classes deviennent une vraie école de conservatoire que dirige toujours Vassili Villoing et elle devient un conservatoire populaire en 1918.
En plus de ses activités pédagogiques, Villoing fonde l'orchestre symphonique de la Société musicale de Nijni Novgorod et pendant trente ans, il dirige de la musique symphonique ou de la musique de chambre, ou bien se produit en soliste et dans un quartet.
Il participe aux séances de la direction des Sociétés musicales à Moscou en 1904, à Pétrograd en 1917. En 1917, il est président-adjoint de la Société des musiciens de Nijni Novgorod. L'Empire russe lui décerne le rang dans la Table des rangs de « conseiller de collège » (c'est-à-dire le 6e rang) et le titre d'artiste libre. En 1918, il reçoit par les nouvelles autorités bolchéviques le titre de professeur pour ses quarante-cinq ans d'activité et de Héros du Travail.
Il meurt à Nijni Novgorod où il est enterré au cimetière du monastère de l'Ascension.

## Œuvres
Vassili Villoing est l'auteur d'environ 70 œuvres musicales dont trois opéras (dont Le Prince et Lélio créé à Kazan en 1907), quatre quatuors à cordes, des morceaux de piano et des romances.
Il est aussi l'auteur de manuels méthodiques pour la théorie de la musique dont celui paru en 1878 à Nijni Novgorod (imprimerie Kossarev) et réédité plusieurs fois, intitulé Guide pratique pour apprendre la théorie de la musique élémentaire : (avec devoirs) (Практическое руководство к изучению элементарной теории музыки: (c задачами)).
Le concours V. Villoing se déroule dans toute la Russie pour les jeunes pianistes.

## Élèves notables
- Issay Dobrowen, pianiste
- Sergueï Liapounov, pianiste et compositeur,
- David Krein, violoniste.

## Source de la traduction
- (ru) Cet article est partiellement ou en totalité issu de l’article de Wikipédia en russe intitulé « Виллуан, Василий Юльевич » (voir la liste des auteurs).